# District de Kurate
Le district de Kurate (鞍手郡, Kurate-gun) est un district de la préfecture de Fukuoka au Japon.
Lors du recensement de 2000, sa population était de 60 221 habitants pour une superficie de 190 km2.

## Communes du district
- Kotake
- Kurate